# Eysenck Personality Questionnaire
Em psicologia, o Eysenck Personality Questionnaire (EPQ) é um questionário para avaliar os traços de personalidade de uma pessoa; este não é o mesmo questionário do Eysenck Personality Inventory ou EPI, que foi um instrumento anterior também produzido por Hans Eysenck.
Foi elaborado pelos psicólogos Hans Jürgen Eysenck e Sybil B. G. Eysenck.
A teoria de Hans Eysenck é baseada principalmente em fisiologia e genética. Embora ele fosse um behaviorista que considerava os hábitos aprendidos de grande importância, ele acreditava que as diferenças de personalidade crescem a partir de nossa herança genética. Ele é, portanto, principalmente interessado no que geralmente é chamado de temperamento.
O temperamento é aquele aspecto de nossa personalidade que é geneticamente baseado e está presente desde o nascimento ou mesmo antes. Ao elaborar uma teoria baseada no temperamento, Eysenck não excluiu a possibilidade de que alguns aspectos da personalidade sejam aprendidos, mas deixou a consideração deles para outros pesquisadores.

## Dimensões
Eysenck inicialmente conceituou a personalidade como duas dimensões independentes de temperamento, baseadas em biologicamente, E e N, medidas em um continuum, mas depois estendendo-a para incluir uma terceira, P.
E - Extroversão/Introversão: A extroversão é caracterizada por ser extrovertida, faladora, com um efeito positivo (sentir-se bem) e com necessidade de estímulo externo. De acordo com a teoria da extroversão de excitação de Eysenck, existe um nível ótimo de excitação cortical e o desempenho se deteriora à medida que alguém se torna mais ou menos excitado que esse nível ideal. A excitação pode ser medida pela condutância da pele, ondas cerebrais ou sudorese. Em níveis muito baixos e muito altos de excitação, o desempenho é baixo, mas em um nível intermediário melhor de excitação, o desempenho é maximizado. Os extrovertidos, de acordo com a teoria de Eysenck, são cronicamente excitados e entediados e, portanto, precisam de estímulo externo para trazê-los para um nível ótimo de desempenho. Cerca de 16% da população tendem a cair nessa faixa. Os introvertidos, por outro lado, (também cerca de 16% da população) são cronicamente excitados e nervosos e, portanto, precisam de paz e sossego para reduzi-los a um nível ótimo de desempenho. A maioria das pessoas (cerca de 68% da população) fica na faixa intermediária do continuo extroversão/introversão, uma área conhecida como ambiversão.
N - Neuroticismo/Estabilidade: O neuroticismo ou a emocionalidade são caracterizados por altos níveis de afetos negativos, como depressão e ansiedade. O neuroticismo, de acordo com a teoria de Eysenck, é baseado em limiares de ativação no sistema nervoso simpático ou no cérebro visceral. Essa é a parte do cérebro responsável pela resposta de luta ou fuga diante do perigo. A ativação pode ser medida pela freqüência cardíaca, pressão arterial, mãos frias, sudorese e tensão muscular (especialmente na testa). Pessoas neuróticas - que têm baixos limiares de ativação e incapazes de inibir ou controlar suas reações emocionais - sofrem afetos negativos (luta ou fuga) diante de estressores muito pequenos - ficam facilmente nervosas ou chateadas. Pessoas emocionalmente estáveis - que têm altos limiares de ativação e bom controle emocional, experimentam um efeito negativo apenas diante de estressores muito importantes - são calmas e coletadas sob pressão.
As duas dimensões ou eixos, extroversão-introversão e estabilidade-instabilidade emocional, definem quatro quadrantes. Estes são compostos de:
- Extrovertidos estáveis (qualidades otimistas, como extrovertidas, falantes, receptivas, descontraídas, animadas, despreocupadas, liderança)
- Extrovertidos instáveis (qualidades coléricas como sensíveis, inquietas, excitáveis, mutáveis, impulsivas, irresponsáveis)
- Introvertidos estáveis (qualidades fleumáticas, como calma, temperado, confiável, controlado, pacífico, atencioso, cuidadoso, passivo)
- Introvertidos instáveis (qualidades melancólicas como calma, reservada, pessimista, sóbria, rígida, ansiosa, temperamental)

Pesquisas adicionais demonstraram a necessidade de uma terceira categoria de temperamento:
P - Psicoticismo/Socialização: O psicoticismo está associado não apenas à possibilidade de ter um episódio psicótico (ou romper com a realidade), mas também à agressão. O comportamento psicótico está enraizado nas características de perseverança, não conformidade, desconsideração, imprudência, hostilidade, raiva e impulsividade. A base fisiológica sugerida por Eysenck para o psicoticismo é a testosterona, com níveis mais altos de psicoticismo associados a níveis mais altos de testosterona.
A tabela a seguir descreve os traços associados às três dimensões do modelo de personalidade de Eysenck:
| Psicoticismo           | Extroversão        | Neuroticismo         |
| ---------------------- | ------------------ | -------------------- |
| Agressiva              | Sociável           | Ansiosa              |
| Assertiva              | Irresponsible      | Depressiva           |
| Egocêntrica            | Dominante          | Sentimentos de culpa |
| Antipática             | Falta de reflexão  | Baixa autoestima     |
| Manipulativa           | Busca de sensações | Tensa                |
| Orientada à realização | Impulsiva          | Temperamental        |
| Dogmática              | Assunção de riscos | Hipocondríaca        |
| Masculina              | Expressiva         | Falta de autonomia   |
| Dura de espírito       | Ativa              | Obsessiva            |

L - Mentira/Desejabilidade Social: Embora as três primeiras escalas tenham sido previstas em uma teoria da personalidade baseada em biologia, a quarta escala não foi especificada teoricamente na mesma medida, mas foi considerada conceitualmente forte na medida em que demonstraria o mesmo grau de similaridade de medição entre culturas.

## Versões
O EPQ também existe nas versões finlandesa e turca.
Em 1985, uma versão revisada do EPQ foi descrita—o EPQ-R—com uma publicação na revista Personality and Individual Differences. Esta versão possui 100 perguntas sim/não em sua versão completa e 48 perguntas sim/não em sua versão em pequena escala. Uma abordagem diferente para a medição da personalidade desenvolvida pela Eysenck, que distingue as diferentes facetas dessas características, é o Eysenck Personality Profiler.